# 三文化広場
座標: 北緯19度27分4秒 西経99度08分14秒 / 北緯19.45111度 西経99.13722度

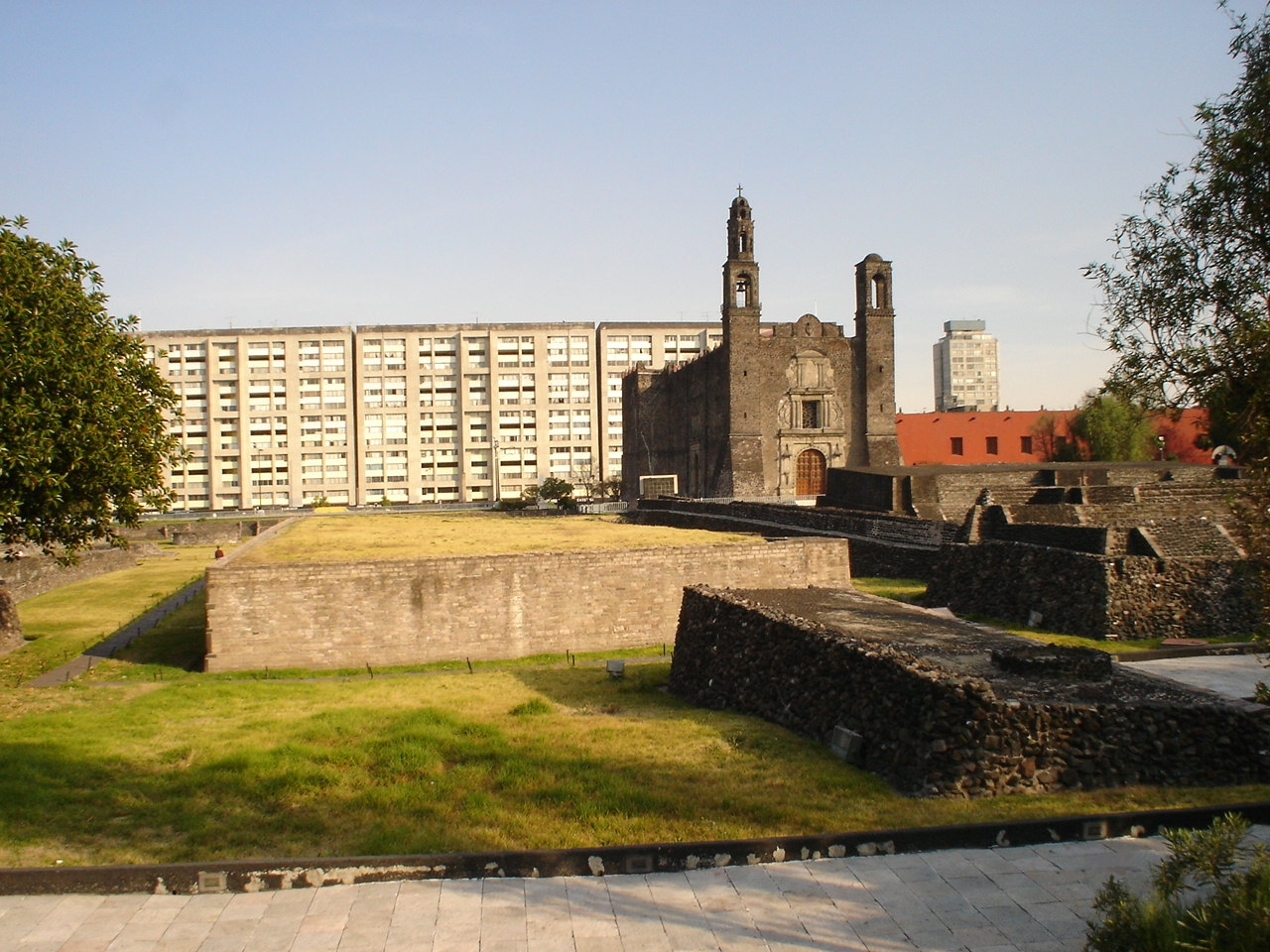
手前がアステカの遺跡、そして向かって右側にサンティアゴ教会、左側に現代の建物

三文化広場（スペイン語：La Plaza de Tres Culturas）とは、メキシコ合衆国メキシコ市のトラテロルコ地区にある広場である。この広場は、メキシコが辿った3つの歴史文化を見ることが出来る事から、「三文化」と名づけられた。メキシコの建築家で都市計画の専門家マリオ・パニによって設計され、 1966年に完成した。

## 最初の文化
この地は、元はアステカの商業都市トラテロルコであった。そして、1521年8月13日、アステカ第11代君主クアウテモックが、エルナン・コルテス率いるスペイン軍に包囲され籠城戦ののち降伏したのも、この地である。広場にある記念碑には、こう記載されている。
EL 13 de agosto DE 1521

HEROICAMENTE DEFENDIDO POR CUAUHTEMOC

CAYO TLATELOLCO EN PODER DE HERNAN CORTES

NO FUE TRIUNFO NI DERROTA

FUE EL DOLOROSO NACIMIENTO DEL PUEBLO MESTIZO

QUE ES EL MÉXICO DE HOY

## 第二の文化
そして、スペイン植民地「ヌエバ・エスパーニャ」時代、多くのアステカ遺跡は破壊され、広場傍のサンティアゴ教会など建築物の資材として再利用された。

## 第三の文化

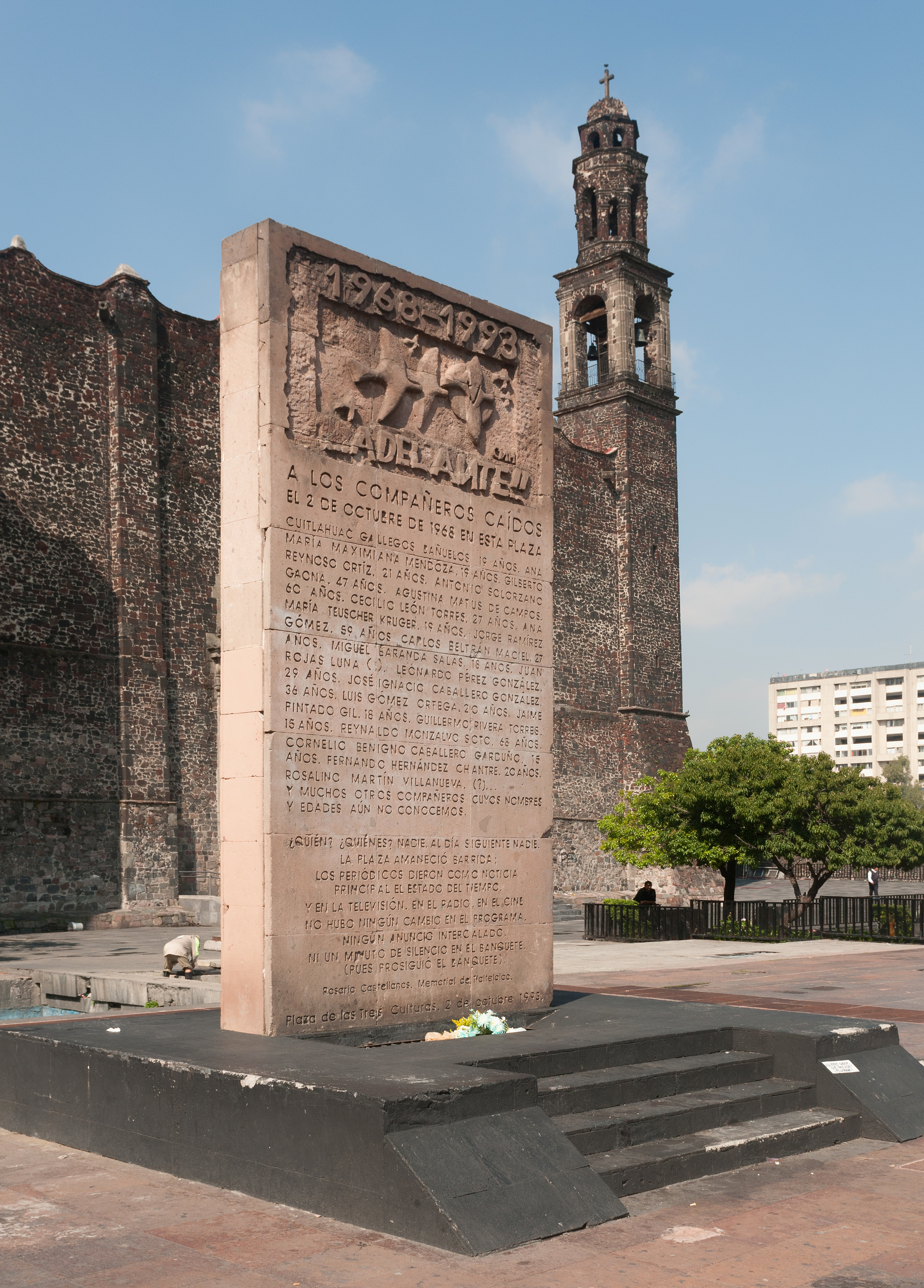
トラテロルコ事件の慰霊碑、慰霊碑は25年目である1993年10月2日に公開された。

最後に、近代のビル群である。元外務省のビルは、2007年10月22日にメキシコ国立自治大学の文化センター、そしてMemorial del 68 と呼ばれる博物館となっている。この博物館は、1968年10月2日に、この広場で起きたトラテロルコ事件について取り扱っている。